# Razsvetljenstvo v Španiji
Razsvetljenska misel se je najprej rodila v Angliji ob koncu 17. in začetku 18. stoletja, in sicer z eksperimentalno fiziko, ki ji z Isaacom Newtonom uspe matematično formulirati svoje hipoteze in jih podkrepiti z izkustvom, s principi racionalizma in z empirizmom ter negacijo principa o avtoriteti. Te hipoteze se razširijo na področje medicine, politične filozofije, ekonomije, morale, itd. Kot je dobro znano, se ta skeptični tok ukorenini v Španijo z nekolikšno zamudo glede na ostale evropske države in se postopno razvija šele v 18. stoletju. Za to nazadovanje so krivili inkvizicijsko sodišče, nezaupljivo do kakršnekoli novosti, sploh če je ta zadevala tematike, povezane z vero, ali pa napadala avtoriteto Cerkve. A ta fenomen je nekoliko kompleksnejši: zastarela, stagnirana univerza, ki je bila v rokah religioznih redov, in družba, ki je hrepenela po svoji pretekli nedvomljivi moči, sta otežkočili vnos znanstvenih in filozofskih napredovanj.

## Kulturni in zgodovinski kontekst 18. stoletja

### Vzpostavitev in razvoj absolutistične monarhije
Leta 1700 kralj Karel II. Španski v svojem testamentu imenuje za naslednika svojega nečaka kneza iz Anjoua (el duque de Anjou), vnuk francoskega kralja Ludvika XIV. Leto pozneje se prične Nasledstvena vojna (la Guerra de Sucesión, 1700-14), v kateri si želi pridobiti pravico do prestola podknez Carlos iz Avstrije (archiduque Carlos de Austria). Ta civilna vojna (med kastiljsko in aragonsko krono) in hkrati mednarodna vojna (Francija proti Angliji in svojim zaveznikom) se zaključi z zmago borbonske hiše, ki želi s svojo novo vizijo vladanja vzpostaviti učinkovito in interventno državo s pomočjo administrativne centralizacije. Dekret Decreto de nueva planta reformira stare zakone in jih poenoti po kastiljskem modelu.
Z Ultrechtsko pogodbo, ki zaznamuje konec Nasledstvene vojne, se Nizozemska in Italija oddaljita od ogromnega imperija rodbine Austrias. Po drugi strani španski imperij obdrži špansko Ameriko, ki se še vedno širi in doseže svoj največji obseg v zadnji tretjini stoletja.
Vlada kraljev Filipa V. (1700-46, s krajšo menjavo leta 1724), Ferdinanda VI. (1746-59) in Karla III. (1759-88) odlikuje grosso modo stabilnost, demografska in ekonomska rasta ter postopna prisotnost države s pomočjo postopnega uveljavljanja profesionalizirane uprave.
V tako dolgem obdobju se seveda zgodijo pomembne spremembe. Če se v prvi polovici stoletja obdrži veliko tipičnih struktur prejšnje etape, kraljevini Ferdinanda VI. in Karla III. izstopata po napredovanju v procesu modernizacije.
Po eni strani, na kulturnem področju, Filip V. ustanovi akademiji jezika (1713) in zgodovine (1738), po drugi pa se Karel III. loti komplicirane univerzitetne reforme, ki predvideva radikalno spremembo študijskih programov in ukinitev manjših univerz (universidades menores), za katere so imeli velike interese predvsem religiozni redovi. V tem ambicioznem procesu odstranitve starih cerkvenih struktur za pridobitev študija uporabne znanosti igra posebno vlogo Perujec Pablo de Olavide (1725-1803). Ustanovijo se tudi prvi laični inštituti za srednje poučevanje, saj skuša država tako ustvariti znanstveno infrastrukturo, ki jo veleva nova doba.
Podobno se zgodi z vojsko, v kateri se usposabljanje in zaposlitev progresivno racionalizirata, in z ameriško upravo. Če v prvi polovici stoletja čezoceanska vlada obdrži del navad in konceptov rodbine Austrias, v času Karla III. indijski sekretar José Gálvez skrbi za ponovno organizacijo ekonomije, obdavčitve in sistema poimenovanja strok (nombramiento de cargos). Ameriške posesti se zdaj šteje za kolonije, ki imajo v imperiju prednostno funkcijo produciranja določenih surovin, ki bodo potem postale pristni izdelki za trg metropole.
Politika rodbine Austrias v Španiji ni videla potenciala industrializirane države, a z začetkom zadnje tretjine 18. stoletja, taka aspiracija začenja dobivati lastno obliko v delu grofa Campomanesa Discurso sobre el fomento de la industria popular, in se je razvijala v inštitucijah Sociedades económicas de amigos del país, ki so iskale napredek v industriji, trgovini in kulturi.
Z razliko od drugih kolonialnih držav je španska Amerika doživljala metropolitske skrbi. Med drugim je bil na celotnem kontinentu viden trud v razvijanju ekonomije, čeprav je bila velika večina ozemlja zasedena s kmetijskimi in živilskimi podjetji ter proizvodnimi objekti.
Ameriški razvoj se tekom stoletja meri tudi v ustvarjanju novih podkraljevin v upravi, to so: Nova Kraljevina Granade (dokončno ustanovljena l. 1739) z glavnim mestom Bogotá, in Río de la Plata (1776) s sedežem v Buenos Airesu. Ne gre za kapriciozne politične poteze, temveč za rezultat demografske rasti in ekonomske pomembnosti novih ozemelj.
Ta prisotnost države, prevedena v reformne ideje in davčne stroke, je povzročila vstaje, kot npr. v Tupac Amaru (1780-1783), s katero so se želeli vrniti k inkovskemu imperiju. V taki želji se je skrivala nostalgija po bolj paternalistični monarhiji.
Tako na polotoku kot na čezoceanskem delu se je zaradi razsvetljenskega despotizma paradoksalno in kontradiktorno krepila buržoazija, ki se je zavedala lastnih pravic in je zahtevala večjo vlogo v družbi. Starejša aristokracija (véliki Španije) ni imela posebnega pomena in Cerkvi je bilo odvzeto nekaj moči. S pogodbo ministra Campomanesa Tratado de la regalía de amortización (1765) se je začel počasen proces, v katerem se je razpravljalo o povezavi med cerkvenimi dobrinami - predvsem tistimi, ki so pripadale religioznim redovom - in velikimi plemiškimi hišami. Razsvetljenski absolutizem je začenjal pripravljati pot liberalni državi.
Regalizem, doktrina, ki določa pogojenost religije politiki, je imel pomemben odpor pri jezuitih. Njihova dominantna pozicija na dobršnem delu Amerike razlaga stalne konflikte s civilno družbo. Tako se npr. zgodi med letoma 1720 in 1731 pri t. i. comuneros de Paraguay, ki se začne kot soočenje med avtoriteto in jezuiti, ki se prelevi v upor, kjer mora podkralj podpreti vernike, da bi ohranil ravnovesje med obema stranema. Monarhija, in ne kreoli, se sooča z jezuitskim uporom v vojni med Guarani (1754-1756) zaradi Madridske pogodbe, ki odloči meje med portugalskimi in španskimi kolonijami.
Podobno se zgodi v Madridu: v uporu proti Karlu III (El motín de Esquilache, 1766) pride do izgona njegovega ministra Esquilachea. Množica odvzame Compañíi dobrine in ga izžene od posestev in imetij španske krone. Velika večina klerikalcev potem odide v Italijo, kjer pride do nastanka enega izmed prvih manifestov, napisanih do neodvisnosti. To je manifest Lettre aux espagnols américains (1792), ki ga v francoščini napiše perujski jezuit Juan Pablo Viscardo (1748-1798).
V španski Ameriki si v 18. stoletju sledi več uporov in nesoglasij, v katerih gre za nasprotujoče si interese med monarhijo in njenimi španskimi komisarji, kreoli, te med domorodci in črnskimi sužnji, ki tedaj že sestavljajo pomemben del populacije. Pomembnejši upori so upori avtohtonih prebivalcev v Chiapaški regiji (Chiapas, 1706 in 1712), kubanskih veguerosov (1717), črnskih sužnjev v Chocó (Nueva Grenada, 1728), in v Venezueli (1730), perujskih domorodcev (1742-1761), v Caracasu upori proti monopolu Compañíe Guipuzcoana pri trgovini kakava (1749-1751), v Tupac Amaru (1780-1783), comunerosov Nove Granade (1781)...
Nekatere izmed njih so se romantično predstavile kot napoved neodvisnosti. Dandanes jih imamo navadno za interne konflikte, ki so se usmerjali proti slabi vladi (el mal gobierno) in ne proti splošni strukturi države, s čimer so se v bistvu strinjali dominantni kreolski razredi tekom 18. stoletja, kljub primeru neodvisnosti angleških kolonij v Severni Ameriki (1775-1783), ki jo je Španija tudi podprla.

### Kriza sistema
Kraljevina Karla IV. se, čeprav obstajajo predhodnice v intelektualnih manjšinah, ne ukvarja s tendencami za neodvisnost, temveč za ves Zahod značilnim vedno večjim prepadom med absolutističnim režimom ter novimi socialnimi realnostmi, rojenimi v stoletju ekonomskega in kulturnega razvoja.
Španska monarhija se bo na francosko revolucijo (1789) in kasnejše dogodke (med temi eksekucija Ludvika XVI.) odzvala panično ter se trudila zaustavljati reforme, zasledovala bo promotorje in vodila zelo nerazumljivo politiko zaveznikov.
Španska Amerika bo Kroni zvesta do napoleonskih vojn v Španiji (1808), ko bodo ustvarile praznino v vladi. Na koncu pa bo vlada autorizirala deklaracijo o neodvisnosti.

## Postbaročna estetika
Umetniške in literarne oblike 17. stoletja se prenesejo v prva desetletja 18. stoletja. Kljub spremembi tona in namena del, se obdržijo gongorski kulteranizem, burleskni in moralni konceptizem, ki se ohranja še od Quevedovih dni, Calderonska komedija, pikareskni roman, itd. Med pomembnejšimi osebnostmi so Diego de Torres Villarroel, Eugenio Gerardo Lobo... Barok bo svoj stil še najbolj širil v hispanoameriških kolonijah.

## Razsvetljenstvo na španskih tleh
Špansko razsvetljenstvo je bilo pozno, zmerno in krščansko (ameriško pa je bilo po drugi strani vezano na željo po neodvisnosti posameznih bodočih držav). Leta 1725 je pater Benito Jerónimo Feijoo objavil nekaj polemičnih tekstov, da bi branil novo medicino v apologiji: Apología del escepticismo médico del doctor Martín Martinez y Medicina escéptica y cirugía moderna in leta 1726 je začel s prenosom razsvetljenskih idej v članke, ki oblikujejo t. i. Teatro crítico universal, za katerega je izkoristil prestižne angleške (Spectator) in francoske revije (Journal des Savants). Ob velikem številu podpornikovje računal tudi na podporo Ferdinanda IV. Kljub temu njegov zgodnji trud ni dosegel cilja, da bi oblikoval intelektualno manjšino. To se je namreč zgodilo šele v zadnji tretjini stoletja in nikoli ni prodrlo do osrčja družbe ter postalo njen del.
Razsvetljenstvo je bilo zmerno in krščansko, ker je sam Feijoo postavil jasne meje intelektualni debati. Kritični skepticizem se je lahko apliciral samo na »manj pomembne zadeve« (cosas de tejas abajo). Religiozna vprašanja so urejale dogme, ki jih je razglasila Cerkev. Celo zemljiškim zadevam se je namenjalo več pozornosti kot monarhiji in socialnemu redu. Špansko razsvetljenstvo je bilo po večini reformacijsko, vendar se ni dotikalo revolucionarne ravni.
Vpliv Voltairovega heretičnega teizma je bil šibek, še šibkejši od njega pa materializem barona Holbacha. Enciclopedia (1751-1780) se ni zlahka širila na španskem teritoriju, saj so prepovedali njeno distribucijo.
Želje po politični reformi, ki jo je predlagal liberalizem z baronom de Montesquieu (El espíritu de las leyes, 1743) in kasneje Jean-Jacquesom Rousseaujem (El contrato social, 1762), so se razblinile. Nedvomno pa so v manjšinskih intelektualnih krogih povečale filantropske skrbi o blaginji prebivalstva in želje po odstranitvi pregrad, ki so jo onemogočale doseči s postopnimi reformami. Ti dosežki so neizogibno prešli v roke razvoja srednjega sloja, neenakosti in zaostalosti državnega sistema.
Z izbruhom francoske revolucije so reformni program, ki sta ga razvila Ferdinand VI. in Karel III., opustili. Medtem ko so nekateri razsvetljenci začeli služiti francoski republiki (duhovnik Marchena, perujec Pablo de Olavide, npr.), se je večina čutila zadušena med dvema ognjema: izvesti protirazsvetljensko reakcijo ali slediti revolucionarnemu ekstremu?

## Estetika razsvetljenstva

### Neoklasicizem
V prvi polovici 18. Stoletja se zaključi postbaročna estetika in se ta odpira neoklasicizmu, ki prihaja iz Italije in Francije. Ta širi purizem in ravnovesje, ki izhajajo iz grškorimske antike. V letih od 1730 naprej deluje Ignacio de Luzán s publikacijo njegovega najpomembnejšega dela Poética, ki se zoperstavi stilu baroka in podpira neoklasicizem. Po njem igrata v ustvarjanju enako vlogo tako inspiracija in učenje. Cilj je posnemanje narave po grških in latinskih modelih. Umetnost mora združevati lepoto s tem, kar je koristno in moralno. Oddaljuje se od fantazije in ustvarjanja, ki nimajo neke rdeče didaktične niti (tu se veže na Horacijevo enseñar deleitando). Z navezovanjem na Lope de Vega, poskuša uveljaviti tri dramske enote: prostora, časa in dogodka.
Neoklasicizem je bila uradna estetika razsvetljenstva, zato je to s svojimi deli neoklasicizem podpiralo. Paralelno neoklasicizmu deluje rokoko, ob zaključku stoletja pa se začenja pojavljati predromantika.

### Roman
V 18. stoletju je zelo malo romanov, saj prevladuje esejistična literatura. Roman nima lastnega novega stila, saj je zanj v tem stoletju značilna vez s preteklo tradicijo ali s prevajanjem in pisanjem po stilu tujih avtorjev. Poleg tega je podvržen moralistom in cenzorjem, tako da kot sama zvrst nima posebnega vrhunca, v najboljšem primeru jo štejejo za kratkočasje, ki ne prinese nič koristnega.
Med pomembnejšimi predstavniki romana v tem stoletju na španskem teritoriju so: Diego de Torres Villarroel, ki piše pikareski podobne roman; ob njem bolj tradicionalen oče jezuit Francisco de Isla; hibrid med kroniko in romanom v smislu potovanja je El lazarillo de ciegos caminantes avtorja Alonso Carrió de la Vandera; tu sta še revolucionar in podpornik napredka Pablo de Olavide in jezuit Pedro Montegón, ki podpira vzgojo v kontaktu z naravo.

### Esejistična proza
Najboljše orodje za širitev razsvetljenskih idej je bralcu privlačen jasen in točen esej. V tej zvrsti so vredni omembe Benito Jerónimo Feijoo, benediktinski duhovnik, José Cadalso y Vázquez, ki sega že v predromantiko, Gaspar Melchor de Jovellanos, ki ga skrbijo predvsem španski pereči problemi takratnega obdobja.

### Tisk in razsvetljenstvo
V 18. stoletju se rodi tudi tiskanje periodističnih revij in časopisov, ki bodo pripomogle k širjenju novic in mišljenja. Začetnik take propagande je Gaceta de Madrid (1661). Pomembno razsvetljensko prisotnost v Madridu ima El censor (1781-1787), ki je kritičen do sholastike in višjih slojev in ga zaradi tega zasleduje Inkvizicija.

### Akademska in znanstvena proza
Akademska in znanstvena proza, ki širi znanje tako fizične kot kulturne realnosti. Predvsem se veže na ekspedicije v Novi svet. Predstavniki so José Martín Félix de Arrate y Acosta, Antonio Alcedo z Bejarano, José Hipólito Unanue, Gregorio Mayáns y Siscar, Enrique Flórez, Tomás Antonio Sánchez. V tem obdobju se začne tudi kostumbrizem, ki je predstavljal navade in običaje španskih mest z bolj kritičnim in karikaturesknim akcentom, kot ga lahko najdemo npr. pri avtorju José Clavijo y Fajardo.

### Dramska literatura
V tem živahnem obdobju se precej hitro razvija tudi dramatika. Opozicija v izbiri dramskih del sloni na baročni drami, ki naj bi sledila zgledu Calderóna, po drugi strani pa poskusom razsvetljencev pri vzpostavitvi norm francoskega klasicizma. Predvsem se razvijejo krajša dramska dela. V Španiji z Ramón de la Cruz, s katerim se ob koncu stoletja razvija tudi kostumbristična opera. Ob vsem tem pa je zelo pomembna prisotnost tragedije in neoklasične komedije, in s slednjo avtor Leandro Fernández de Moratín.

### Poezija
Razsvetljenska poezija se je vila med neoklasicizmom in rokokojem in je dobila višek z nastopom kralja Karla III. Najpomembnejši predstavniki so Nicolás Fernández de Moratín, José Cadalso, Juan Meléndez Valdés in Félix María de Samaniego.